# Кіттіпонг Вачирамановонг
Кіттіпонг Вачирамановонг (нар. 25 червня 1990) — колишній таїландський тенісист.
Найвищу одиночну позицію світового рейтингу — 457 місце досяг 8 березня 2010, парну — 249 місце — 12 вересня 2011 року.
Завершив кар'єру 2018 року.

## Фінали турнірів ATP за кар'єру

### Парний розряд: 1 (0–1)
| Легенда            |
| Тур ATP Челленджер |

| Фінали за покриттям |
| ------------------- |
| Тверде (0–0)        |
| Ґрунт (0–1)         |
| Трава (0–0)         |
| Килим (0–0)         |

| Результат | Ранг | Дата          | Турнір      | Покриття | Партнер      | Суперники                           | Рахунок           |
| Поразка   | 1.   | 21 липня 2012 | Аньнін, КНР | Ґрунт    | Руан Рулофсе | Санчай Ратіватана Сончат Ратіватана | 6–4, 6–7, [11–13] |